# Церковь Святых Петра и Павла (Новый Свержень)
Церковь Святых апостолов Петра и Павла (бел. Касцёл Святых апосталаў Пятра і Паўла) — католический храм в деревне Новый Свержень, Минская область, Белоруссия. Относится к Рубежевичскому деканату Минско-Могилёвского архидиоцеза. Памятник архитектуры в стиле ренессанс, построен в 1588—1600 годах. Включён в Государственный список историко-культурных ценностей Республики Беларусь (код — 612Г000620).

## История

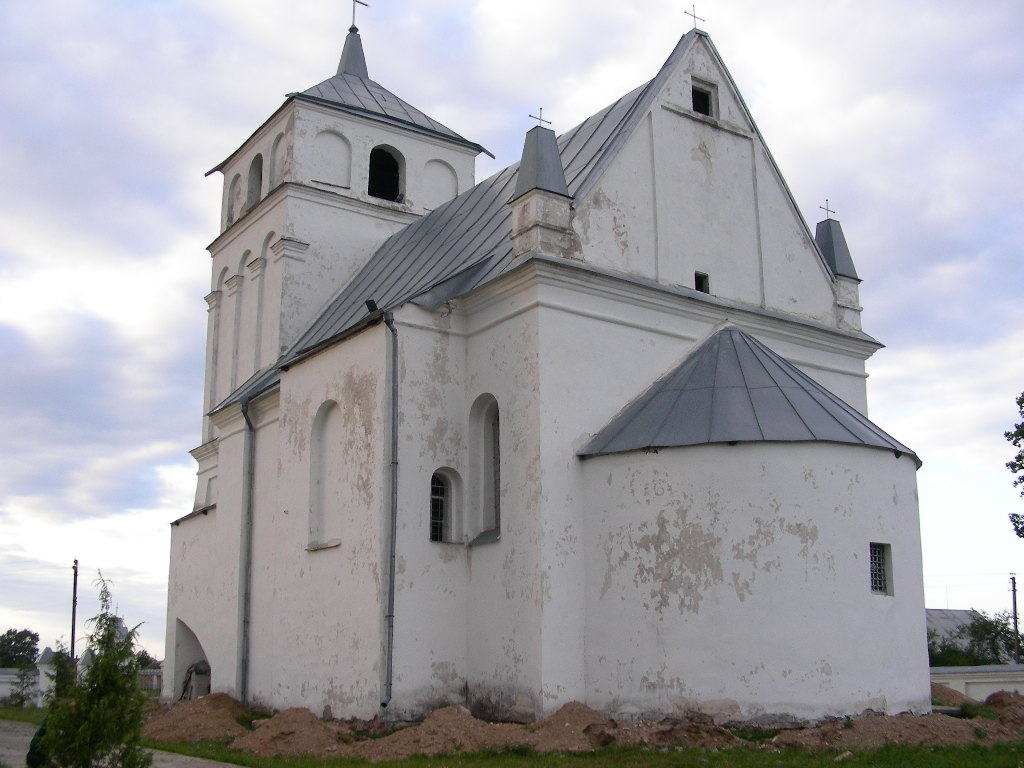
Вид на храм со стороны апсиды

В ряде старых источников есть упоминания, что этот храм строился в середине XVI в. как кальвинистский собор. Однако сейчас многие историки белорусской архитектуры сходятся во мнении, что костёл был основан в 1588 году сразу как католический по инициативе Радзивилла Сиротки, бывшего известным борцом с протестантскими убеждениями своего отца Радзивилла Черного.
После подавления Польского восстания 1863 года был закрыт властями, как и многие другие католические храмы на территории современной Белоруссии. После многочисленных просьб возвращён приходу в 1901 году. После Второй мировой войны закрыт уже советскими властями. Вновь возвращён Церкви в конце 80-х годов XX века. В 1990 году отреставрирован и заново освящён.

## Архитектура

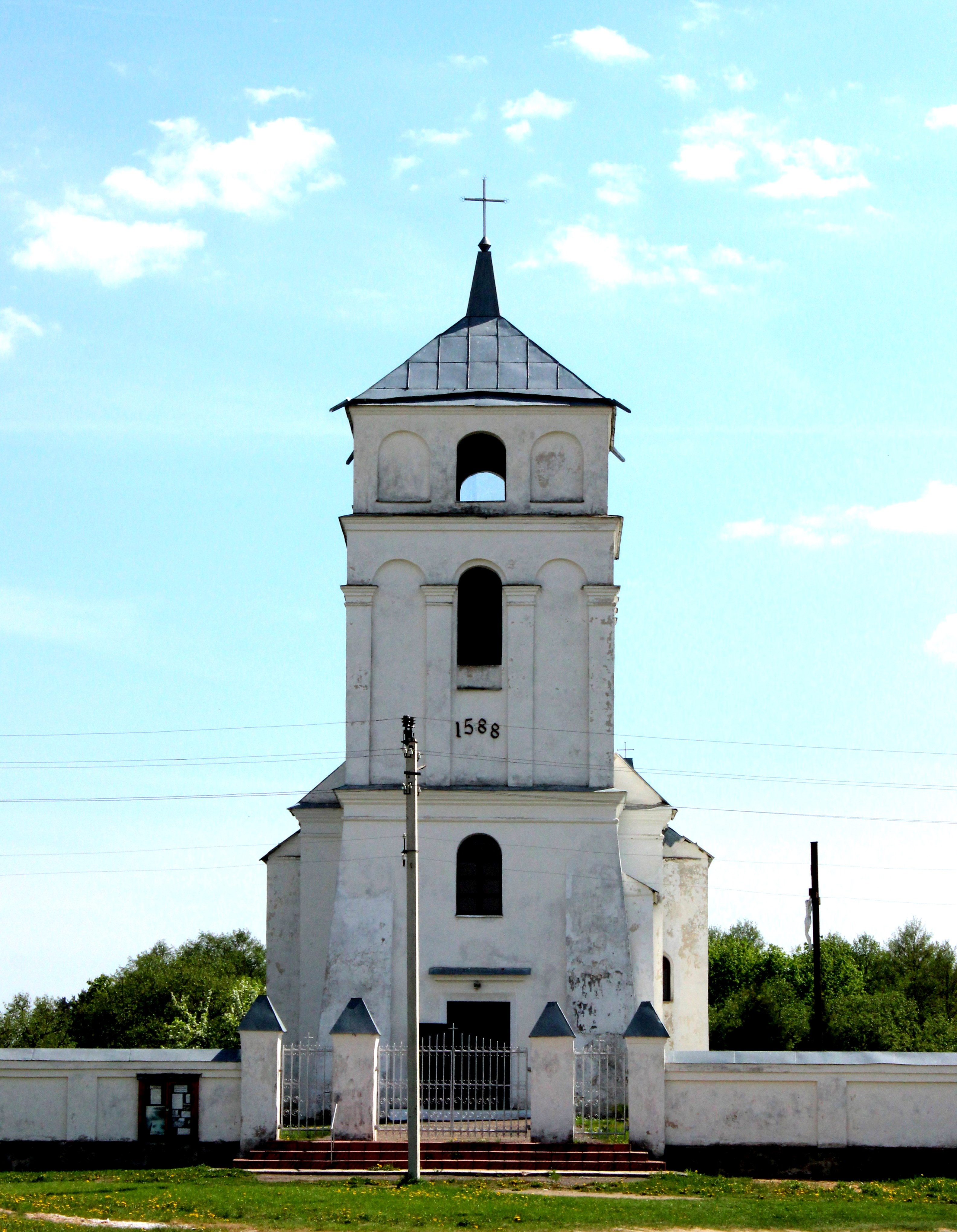
Главный фасад и башня

Здание однонефное, зального типа, прямоугольное в плане. Имеет небольшой трансепт и полукруглую апсиду. Над главным фасадом возвышается массивная, трёхъярусная, квадратная в плане башня. Углы нижнего яруса раскреплены контрфорсами, грани двух верхних ярусов декорированы арочными нишами. Башню увенчивает четырёхгранный шатёр с коротким шпилем. Известно, что раньше башня была выше: в 1818 г. ураган снес крышу и частично разрушил верхнюю часть башни. Вскоре башню восстановили, но сделали более низкой. Нижний ярус башни служит притвором храма, а верхние функционировали как колокольня — в толщине стены расположена деревянная лестница, открывающая доступ на верхние ярусы. Апсида храма существенно ниже основного объёма и сильно выдвинута за его пределы, накрыта отдельной полукруглой крышей.
Стратиграфические исследования показали, что все части Петропавловского костёла имеют одинаковую технику кладки фундаментов, что свидетельствует об их одновременной закладке. Это считается убедительным подтверждением версии о строительстве храма, как католического, поскольку протестантские храмы того времени строились без апсиды.
Архитектурный образ храма отличается монументальностью и суровостью. Это достигнуто не только подчёркнуто скромным внешним убранством, сколько сочетанием массивных и приземистых объемов башни, основной части храма и апсиды. Исторический интерьер храма не сохранился, современный интерьер отличается простотой и скромностью. Деревянный алтарь и заалтарный образ украшены резьбой.